# سلنوسیستئین
سلنوسیستئین (به انگلیسی: Selenocysteine) یک ترکیب شیمیایی با شناسه پاب‌کم ۲۵۰۷۶ است.
سلنوسیستئین (نماد Sec یا U،  در نشریات قدیمی‌تر نیز به عنوان Se-Cys)  بیست و یکمین اسید آمینه پروتئین‌زا است. سلنوپروتئین ها حاوی بقایای سلنوسیستئین هستند. سلنوسیستئین مشابه سیستئین متداول تر که  سلنیوم با گوگرد جایگزین شده است می باشد .سلنوسیستئین در چندین آنزیم وجود دارد (به عنوان مثال گلوتاتیون پراکسیدازها، تترایدوتیرونین 5' دیودینازها، تیوردوکسین ردوکتازها، فرمات دهیدروژنازها، گلیسین ردوکتازها، سلنوفسفات سنتتاز 2، متیونین-R-سولفوکسید (SEPX1) و هیدروژناز SEPX1) وجود دارد. این اسید آمینه در آرکی ها   ،باکتری ها و یوکاریوت ها  ، از جمله آنزیم‌های مهم (لیست شده در بالا) موجود در انسان رخ می‌دهد.
سلنوسیستئین توسط بیوشیمیدان Thressa Stadtman در مؤسسه ملی بهداشت کشف شد.

## علم شیمی
سلنوسیستئین Se-آنالوگ سیستئین است. به ندرت در خارج از بافت زنده دیده می شود (و به صورت تجاری در دسترس نیست) زیرا بسیار حساس به اکسیداسیون هوا است. رایج‌تر شکل ، مشتق اکسید شده سلنوسیستین است که دارای پیوند Se-Se است. سلنوسیستین و سلنوسیستِین هر دو جامدات سفید رنگ هستند. گروه Se-H اسیدی تر (pKa = 5.43) از گروه تیول است. بنابراین، در pH فیزیولوژیکی پروتونه می شود.